# Liste des planètes mineures (378001-379000)
Voici la liste des planètes mineures numérotées de 378001 à 379000. Les planètes mineures sont numérotées lorsque leur orbite est confirmée, ce qui peut parfois se produire longtemps après leur découverte. Elles sont classées ici par leur numéro et donc approximativement par leur date de découverte.

## Planètes mineures 378001 à 379000

### 378001-378100
| Nom               | Désignation provisoire | Date de la découverte | Découvreur        |
| ----------------- | ---------------------- | --------------------- | ----------------- |
| (378001)          | 2006 RR98              | 15 septembre 2006     | Spacewatch        |
| (378002) ʻAkialoa | 2006 RK112             | 14 septembre 2006     | Masiero, J.       |
| (378003)          | 2006 SW                | 17 septembre 2006     | Ferrando, R.      |
| (378004)          | 2006 SX25              | 16 septembre 2006     | CSS               |
| (378005)          | 2006 SR31              | 17 septembre 2006     | Spacewatch        |
| (378006)          | 2006 SX32              | 17 septembre 2006     | Spacewatch        |
| (378007)          | 2006 SQ38              | 18 septembre 2006     | Spacewatch        |
| (378008)          | 2006 SO43              | 16 septembre 2006     | CSS               |
| (378009)          | 2006 SG46              | 18 septembre 2006     | Spacewatch        |
| (378010)          | 2006 SP60              | 18 septembre 2006     | CSS               |
| (378011)          | 2006 SK69              | 19 septembre 2006     | Spacewatch        |
| (378012)          | 2006 SU70              | 19 septembre 2006     | Spacewatch        |
| (378013)          | 2006 SV71              | 19 septembre 2006     | Spacewatch        |
| (378014)          | 2006 SP149             | 19 septembre 2006     | Spacewatch        |
| (378015)          | 2006 SM156             | 23 septembre 2006     | Spacewatch        |
| (378016)          | 2006 SS161             | 24 septembre 2006     | Spacewatch        |
| (378017)          | 2006 SB163             | 24 septembre 2006     | Spacewatch        |
| (378018)          | 2006 SW164             | 25 septembre 2006     | Spacewatch        |
| (378019)          | 2006 SL185             | 25 septembre 2006     | Spacewatch        |
| (378020)          | 2006 SQ256             | 26 septembre 2006     | Spacewatch        |
| (378021)          | 2006 SM259             | 26 septembre 2006     | Spacewatch        |
| (378022)          | 2006 SD283             | 18 septembre 2006     | LONEOS            |
| (378023)          | 2006 SS311             | 27 septembre 2006     | Spacewatch        |
| (378024)          | 2006 SV314             | 27 septembre 2006     | Spacewatch        |
| (378025)          | 2006 SX321             | 27 septembre 2006     | Spacewatch        |
| (378026)          | 2006 SQ324             | 17 septembre 2006     | Spacewatch        |
| (378027)          | 2006 SX326             | 27 septembre 2006     | Spacewatch        |
| (378028)          | 2006 SU337             | 28 septembre 2006     | Spacewatch        |
| (378029)          | 2006 SZ337             | 28 septembre 2006     | Spacewatch        |
| (378030)          | 2006 SG352             | 30 septembre 2006     | CSS               |
| (378031)          | 2006 SZ355             | 30 septembre 2006     | CSS               |
| (378032)          | 2006 SH363             | 30 septembre 2006     | Mt. Lemmon Survey |
| (378033)          | 2006 SQ391             | 18 septembre 2006     | Spacewatch        |
| (378034)          | 2006 SH392             | 25 septembre 2006     | Mt. Lemmon Survey |
| (378035)          | 2006 SE394             | 30 septembre 2006     | Mt. Lemmon Survey |
| (378036)          | 2006 SD398             | 28 septembre 2006     | Mt. Lemmon Survey |
| (378037)          | 2006 SE401             | 27 septembre 2006     | Mt. Lemmon Survey |
| (378038)          | 2006 SM402             | 25 septembre 2006     | Spacewatch        |
| (378039)          | 2006 SP405             | 16 septembre 2006     | Spacewatch        |
| (378040)          | 2006 SY410             | 20 septembre 2006     | Spacewatch        |
| (378041)          | 2006 SX411             | 28 septembre 2006     | CSS               |
| (378042)          | 2006 TN12              | 22 décembre 2003      | Spacewatch        |
| (378043)          | 2006 TX20              | 11 octobre 2006       | Spacewatch        |
| (378044)          | 2006 TT22              | 11 octobre 2006       | Spacewatch        |
| (378045)          | 2006 TR23              | 11 octobre 2006       | Spacewatch        |
| (378046)          | 2006 TX23              | 30 septembre 2006     | Mt. Lemmon Survey |
| (378047)          | 2006 TH32              | 12 octobre 2006       | Spacewatch        |
| (378048)          | 2006 TD33              | 12 octobre 2006       | Spacewatch        |
| (378049)          | 2006 TM34              | 12 octobre 2006       | Spacewatch        |
| (378050)          | 2006 TJ39              | 12 octobre 2006       | Spacewatch        |
| (378051)          | 2006 TY46              | 12 octobre 2006       | Spacewatch        |
| (378052)          | 2006 TA51              | 12 octobre 2006       | Spacewatch        |
| (378053)          | 2006 TC60              | 13 octobre 2006       | Spacewatch        |
| (378054)          | 2006 TF60              | 13 octobre 2006       | Spacewatch        |
| (378055)          | 2006 TN64              | 11 octobre 2006       | Spacewatch        |
| (378056)          | 2006 TM74              | 11 octobre 2006       | NEAT              |
| (378057)          | 2006 TW83              | 4 octobre 2006        | Mt. Lemmon Survey |
| (378058)          | 2006 TY84              | 4 octobre 2006        | Mt. Lemmon Survey |
| (378059)          | 2006 TL86              | 13 octobre 2006       | Spacewatch        |
| (378060)          | 2006 TE91              | 13 octobre 2006       | Spacewatch        |
| (378061)          | 2006 TZ91              | 13 octobre 2006       | Spacewatch        |
| (378062)          | 2006 TH93              | 2 octobre 2006        | Mt. Lemmon Survey |
| (378063)          | 2006 TL98              | 15 octobre 2006       | Spacewatch        |
| (378064)          | 2006 TU99              | 15 octobre 2006       | Spacewatch        |
| (378065)          | 2006 TL125             | 13 octobre 2006       | Spacewatch        |
| (378066)          | 2006 TN129             | 2 octobre 2006        | CSS               |
| (378067)          | 2006 UD6               | 3 octobre 2006        | Mt. Lemmon Survey |
| (378068)          | 2006 UP13              | 17 octobre 2006       | Mt. Lemmon Survey |
| (378069)          | 2006 UT14              | 17 octobre 2006       | Mt. Lemmon Survey |
| (378070)          | 2006 US23              | 16 octobre 2006       | Spacewatch        |
| (378071)          | 2006 UB31              | 16 octobre 2006       | Spacewatch        |
| (378072)          | 2006 UY51              | 17 octobre 2006       | Spacewatch        |
| (378073)          | 2006 UB53              | 17 octobre 2006       | Mt. Lemmon Survey |
| (378074)          | 2006 UK54              | 17 octobre 2006       | CSS               |
| (378075)          | 2006 UJ62              | 17 octobre 2006       | Mt. Lemmon Survey |
| (378076) Campani  | 2006 UQ64              | 23 octobre 2006       | Casulli, V. S.    |
| (378077)          | 2006 UE67              | 16 octobre 2006       | Mt. Lemmon Survey |
| (378078)          | 2006 UQ69              | 3 octobre 2006        | Mt. Lemmon Survey |
| (378079)          | 2006 US69              | 16 octobre 2006       | CSS               |
| (378080)          | 2006 UW71              | 17 octobre 2006       | Spacewatch        |
| (378081)          | 2006 UY72              | 17 octobre 2006       | Spacewatch        |
| (378082)          | 2006 UW82              | 2 octobre 2006        | Mt. Lemmon Survey |
| (378083)          | 2006 UH85              | 17 octobre 2006       | Spacewatch        |
| (378084)          | 2006 UM87              | 17 octobre 2006       | Mt. Lemmon Survey |
| (378085)          | 2006 UT88              | 17 octobre 2006       | Spacewatch        |
| (378086)          | 2006 UB89              | 17 octobre 2006       | Spacewatch        |
| (378087)          | 2006 UG90              | 17 octobre 2006       | Spacewatch        |
| (378088)          | 2006 UM92              | 18 octobre 2006       | Spacewatch        |
| (378089)          | 2006 UY93              | 18 octobre 2006       | Spacewatch        |
| (378090)          | 2006 UD96              | 18 octobre 2006       | Spacewatch        |
| (378091)          | 2006 UD107             | 18 octobre 2006       | Spacewatch        |
| (378092)          | 2006 UY108             | 18 octobre 2006       | Spacewatch        |
| (378093)          | 2006 UH111             | 29 août 2006          | LONEOS            |
| (378094)          | 2006 UF134             | 3 octobre 2006        | Mt. Lemmon Survey |
| (378095)          | 2006 UP142             | 19 octobre 2006       | Spacewatch        |
| (378096)          | 2006 UY147             | 18 septembre 2006     | Spacewatch        |
| (378097)          | 2006 UJ156             | 21 octobre 2006       | Mt. Lemmon Survey |
| (378098)          | 2006 UV169             | 21 octobre 2006       | Mt. Lemmon Survey |
| (378099)          | 2006 UF170             | 3 octobre 2006        | Mt. Lemmon Survey |
| (378100)          | 2006 UZ171             | 21 octobre 2006       | Mt. Lemmon Survey |

### 378101-378200
| Nom      | Désignation provisoire | Date de la découverte | Découvreur        |
| -------- | ---------------------- | --------------------- | ----------------- |
| (378101) | 2006 UG173             | 2 octobre 2006        | Mt. Lemmon Survey |
| (378102) | 2006 UR184             | 28 septembre 2006     | CSS               |
| (378103) | 2006 UG200             | 21 octobre 2006       | Spacewatch        |
| (378104) | 2006 UR210             | 23 octobre 2006       | Spacewatch        |
| (378105) | 2006 UD218             | 28 septembre 2006     | Mt. Lemmon Survey |
| (378106) | 2006 UG219             | 26 septembre 2006     | CSS               |
| (378107) | 2006 UH219             | 16 octobre 2006       | CSS               |
| (378108) | 2006 UO223             | 19 octobre 2006       | Mt. Lemmon Survey |
| (378109) | 2006 UU224             | 19 octobre 2006       | CSS               |
| (378110) | 2006 UK236             | 23 octobre 2006       | Spacewatch        |
| (378111) | 2006 UQ237             | 23 octobre 2006       | Spacewatch        |
| (378112) | 2006 UG239             | 23 octobre 2006       | Spacewatch        |
| (378113) | 2006 UM244             | 27 octobre 2006       | Mt. Lemmon Survey |
| (378114) | 2006 UW253             | 27 octobre 2006       | Mt. Lemmon Survey |
| (378115) | 2006 UV257             | 28 octobre 2006       | Mt. Lemmon Survey |
| (378116) | 2006 UC259             | 28 octobre 2006       | Mt. Lemmon Survey |
| (378117) | 2006 UH280             | 28 octobre 2006       | Mt. Lemmon Survey |
| (378118) | 2006 UK280             | 30 septembre 2006     | Mt. Lemmon Survey |
| (378119) | 2006 UW319             | 19 octobre 2006       | Buie, M. W.       |
| (378120) | 2006 UC328             | 16 octobre 2006       | Spacewatch        |
| (378121) | 2006 UU329             | 29 octobre 2006       | Mt. Lemmon Survey |
| (378122) | 2006 UC335             | 16 octobre 2006       | CSS               |
| (378123) | 2006 UK338             | 28 octobre 2006       | Mt. Lemmon Survey |
| (378124) | 2006 VT2               | 11 novembre 2006      | Spacewatch        |
| (378125) | 2006 VO7               | 30 septembre 2006     | Mt. Lemmon Survey |
| (378126) | 2006 VO9               | 30 septembre 2006     | Mt. Lemmon Survey |
| (378127) | 2006 VH10              | 11 novembre 2006      | Mt. Lemmon Survey |
| (378128) | 2006 VA16              | 9 novembre 2006       | Spacewatch        |
| (378129) | 2006 VB16              | 27 septembre 2006     | Mt. Lemmon Survey |
| (378130) | 2006 VJ17              | 9 novembre 2006       | Spacewatch        |
| (378131) | 2006 VZ20              | 9 novembre 2006       | Spacewatch        |
| (378132) | 2006 VR25              | 10 novembre 2006      | Spacewatch        |
| (378133) | 2006 VV29              | 10 novembre 2006      | Spacewatch        |
| (378134) | 2006 VK35              | 11 novembre 2006      | Mt. Lemmon Survey |
| (378135) | 2006 VE36              | 30 septembre 2006     | Mt. Lemmon Survey |
| (378136) | 2006 VX41              | 30 septembre 2006     | Mt. Lemmon Survey |
| (378137) | 2006 VS44              | 12 novembre 2006      | Mt. Lemmon Survey |
| (378138) | 2006 VW45              | 19 octobre 2006       | Mt. Lemmon Survey |
| (378139) | 2006 VW46              | 9 novembre 2006       | Spacewatch        |
| (378140) | 2006 VF60              | 11 novembre 2006      | Spacewatch        |
| (378141) | 2006 VP67              | 11 novembre 2006      | Spacewatch        |
| (378142) | 2006 VR78              | 12 novembre 2006      | Mt. Lemmon Survey |
| (378143) | 2006 VT78              | 12 novembre 2006      | Mt. Lemmon Survey |
| (378144) | 2006 VG79              | 12 novembre 2006      | Mt. Lemmon Survey |
| (378145) | 2006 VP83              | 13 octobre 2006       | Spacewatch        |
| (378146) | 2006 VZ89              | 14 novembre 2006      | Spacewatch        |
| (378147) | 2006 VW90              | 23 octobre 2006       | Spacewatch        |
| (378148) | 2006 VF107             | 27 septembre 2006     | Mt. Lemmon Survey |
| (378149) | 2006 VR113             | 28 septembre 2006     | Mt. Lemmon Survey |
| (378150) | 2006 VY114             | 27 septembre 2006     | Mt. Lemmon Survey |
| (378151) | 2006 VS115             | 14 novembre 2006      | Spacewatch        |
| (378152) | 2006 VQ117             | 14 novembre 2006      | Spacewatch        |
| (378153) | 2006 VK140             | 15 novembre 2006      | Spacewatch        |
| (378154) | 2006 VT140             | 15 novembre 2006      | Spacewatch        |
| (378155) | 2006 VU140             | 15 novembre 2006      | Spacewatch        |
| (378156) | 2006 VV146             | 15 novembre 2006      | Mt. Lemmon Survey |
| (378157) | 2006 VQ150             | 9 novembre 2006       | NEAT              |
| (378158) | 2006 VM153             | 8 novembre 2006       | NEAT              |
| (378159) | 2006 VB170             | 11 novembre 2006      | Mt. Lemmon Survey |
| (378160) | 2006 WX1               | 19 novembre 2006      | CSS               |
| (378161) | 2006 WK4               | 18 novembre 2006      | LINEAR            |
| (378162) | 2006 WQ7               | 16 novembre 2006      | Spacewatch        |
| (378163) | 2006 WC8               | 16 novembre 2006      | LINEAR            |
| (378164) | 2006 WT39              | 16 novembre 2006      | Spacewatch        |
| (378165) | 2006 WC43              | 16 novembre 2006      | Mt. Lemmon Survey |
| (378166) | 2006 WV45              | 16 novembre 2006      | Mt. Lemmon Survey |
| (378167) | 2006 WR51              | 16 novembre 2006      | Spacewatch        |
| (378168) | 2006 WC60              | 23 octobre 2006       | Mt. Lemmon Survey |
| (378169) | 2006 WF75              | 18 novembre 2006      | Spacewatch        |
| (378170) | 2006 WF79              | 18 novembre 2006      | Spacewatch        |
| (378171) | 2006 WY79              | 18 novembre 2006      | Spacewatch        |
| (378172) | 2006 WV96              | 19 octobre 2006       | Mt. Lemmon Survey |
| (378173) | 2006 WN106             | 19 novembre 2006      | Spacewatch        |
| (378174) | 2006 WF110             | 19 novembre 2006      | Spacewatch        |
| (378175) | 2006 WA129             | 23 novembre 2006      | Mt. Lemmon Survey |
| (378176) | 2006 WB162             | 23 novembre 2006      | Spacewatch        |
| (378177) | 2006 WY167             | 23 novembre 2006      | Spacewatch        |
| (378178) | 2006 WG171             | 23 novembre 2006      | Spacewatch        |
| (378179) | 2006 WL182             | 24 novembre 2006      | Mt. Lemmon Survey |
| (378180) | 2006 WY183             | 25 novembre 2006      | Mt. Lemmon Survey |
| (378181) | 2006 WG198             | 27 novembre 2006      | Mt. Lemmon Survey |
| (378182) | 2006 WU202             | 27 novembre 2006      | Mt. Lemmon Survey |
| (378183) | 2006 XK7               | 9 décembre 2006       | Spacewatch        |
| (378184) | 2006 XD10              | 18 novembre 2006      | Spacewatch        |
| (378185) | 2006 XF11              | 10 décembre 2006      | Spacewatch        |
| (378186) | 2006 XZ16              | 10 décembre 2006      | Spacewatch        |
| (378187) | 2006 XG17              | 10 décembre 2006      | Spacewatch        |
| (378188) | 2006 XA23              | 19 novembre 2006      | Spacewatch        |
| (378189) | 2006 XD29              | 13 décembre 2006      | Mt. Lemmon Survey |
| (378190) | 2006 XO33              | 11 décembre 2006      | Spacewatch        |
| (378191) | 2006 XP33              | 11 décembre 2006      | Spacewatch        |
| (378192) | 2006 XH43              | 12 décembre 2006      | Mt. Lemmon Survey |
| (378193) | 2006 XF45              | 13 décembre 2006      | Spacewatch        |
| (378194) | 2006 XN53              | 14 décembre 2006      | CSS               |
| (378195) | 2006 XA55              | 15 décembre 2006      | LINEAR            |
| (378196) | 2006 XT58              | 14 décembre 2006      | Spacewatch        |
| (378197) | 2006 XG70              | 13 décembre 2006      | Spacewatch        |
| (378198) | 2006 XJ70              | 22 octobre 2006       | Mt. Lemmon Survey |
| (378199) | 2006 YL21              | 21 décembre 2006      | Spacewatch        |
| (378200) | 2006 YL26              | 10 décembre 2006      | Spacewatch        |

### 378201-378300
| Nom                  | Désignation provisoire | Date de la découverte | Découvreur            |
| -------------------- | ---------------------- | --------------------- | --------------------- |
| (378201)             | 2006 YY29              | 21 décembre 2006      | Spacewatch            |
| (378202)             | 2006 YV36              | 22 novembre 2006      | Mt. Lemmon Survey     |
| (378203)             | 2006 YW42              | 23 décembre 2006      | Mt. Lemmon Survey     |
| (378204) Bettyhesser | 2006 YF49              | 26 décembre 2006      | Balam, D. D.          |
| (378205)             | 2006 YP49              | 28 décembre 2006      | Ferrando, R.          |
| (378206)             | 2006 YQ55              | 24 décembre 2006      | Mt. Lemmon Survey     |
| (378207)             | 2007 AH1               | 8 janvier 2007        | Mt. Lemmon Survey     |
| (378208)             | 2007 AK1               | 8 janvier 2007        | Mt. Lemmon Survey     |
| (378209)             | 2007 AA4               | 8 janvier 2007        | CSS                   |
| (378210)             | 2007 AR8               | 27 novembre 2006      | Mt. Lemmon Survey     |
| (378211)             | 2007 AK9               | 13 janvier 2007       | Ferrando, R.          |
| (378212)             | 2007 AO9               | 8 janvier 2007        | Spacewatch            |
| (378213)             | 2007 AF11              | 10 janvier 2007       | Mt. Lemmon Survey     |
| (378214) Sauron      | 2007 AP11              | 14 janvier 2007       | Schwab, E., Kling, R. |
| (378215)             | 2007 AZ12              | 9 janvier 2007        | Mt. Lemmon Survey     |
| (378216)             | 2007 AZ18              | 16 juillet 2001       | LINEAR                |
| (378217)             | 2007 AB25              | 24 décembre 2006      | Spacewatch            |
| (378218)             | 2007 BD12              | 17 janvier 2007       | Spacewatch            |
| (378219)             | 2007 BY16              | 17 janvier 2007       | NEAT                  |
| (378220)             | 2007 BD17              | 21 décembre 2006      | Spacewatch            |
| (378221)             | 2007 BO17              | 17 janvier 2007       | NEAT                  |
| (378222)             | 2007 BW18              | 9 décembre 2002       | Spacewatch            |
| (378223)             | 2007 BJ21              | 24 janvier 2007       | LINEAR                |
| (378224)             | 2007 BW21              | 24 janvier 2007       | LINEAR                |
| (378225)             | 2007 BD27              | 24 janvier 2007       | CSS                   |
| (378226)             | 2007 BK27              | 27 décembre 2006      | Mt. Lemmon Survey     |
| (378227)             | 2007 BT29              | 24 janvier 2007       | LINEAR                |
| (378228)             | 2007 BD39              | 24 janvier 2007       | CSS                   |
| (378229)             | 2007 BO55              | 24 janvier 2007       | LINEAR                |
| (378230)             | 2007 BY64              | 27 janvier 2007       | Mt. Lemmon Survey     |
| (378231)             | 2007 BF74              | 17 janvier 2007       | NEAT                  |
| (378232)             | 2007 BO77              | 17 janvier 2007       | Spacewatch            |
| (378233)             | 2007 BJ78              | 24 janvier 2007       | CSS                   |
| (378234)             | 2007 BJ81              | 27 janvier 2007       | Spacewatch            |
| (378235)             | 2007 BO96              | 19 janvier 2007       | Mauna Kea             |
| (378236)             | 2007 BD101             | 27 janvier 2007       | Spacewatch            |
| (378237)             | 2007 CF                | 10 janvier 2007       | Mt. Lemmon Survey     |
| (378238)             | 2007 CB1               | 10 janvier 2007       | Mt. Lemmon Survey     |
| (378239)             | 2007 CJ5               | 17 janvier 2007       | Mt. Lemmon Survey     |
| (378240)             | 2007 CJ7               | 27 novembre 2006      | Mt. Lemmon Survey     |
| (378241)             | 2007 CY10              | 6 février 2007        | Mt. Lemmon Survey     |
| (378242)             | 2007 CR12              | 6 février 2007        | Mt. Lemmon Survey     |
| (378243)             | 2007 CU22              | 6 février 2007        | Mt. Lemmon Survey     |
| (378244)             | 2007 CN36              | 6 février 2007        | Mt. Lemmon Survey     |
| (378245)             | 2007 CZ40              | 7 février 2007        | Spacewatch            |
| (378246)             | 2007 CD44              | 17 janvier 2007       | Spacewatch            |
| (378247)             | 2007 CK61              | 15 février 2007       | CSS                   |
| (378248)             | 2007 CX63              | 27 décembre 2006      | Mt. Lemmon Survey     |
| (378249)             | 2007 DK4               | 16 février 2007       | Mt. Lemmon Survey     |
| (378250)             | 2007 DW9               | 17 février 2007       | NEAT                  |
| (378251)             | 2007 DN10              | 17 février 2007       | Spacewatch            |
| (378252)             | 2007 DP18              | 17 février 2007       | Spacewatch            |
| (378253)             | 2007 DT19              | 17 février 2007       | Spacewatch            |
| (378254)             | 2007 DD20              | 17 février 2007       | Spacewatch            |
| (378255)             | 2007 DP35              | 17 février 2007       | Spacewatch            |
| (378256)             | 2007 DO37              | 17 février 2007       | Spacewatch            |
| (378257)             | 2007 DS48              | 21 février 2007       | Mt. Lemmon Survey     |
| (378258)             | 2007 DW51              | 25 octobre 2005       | Mt. Lemmon Survey     |
| (378259)             | 2007 DO69              | 21 février 2007       | Spacewatch            |
| (378260)             | 2007 DN73              | 21 février 2007       | Spacewatch            |
| (378261)             | 2007 DD78              | 23 février 2007       | CSS                   |
| (378262)             | 2007 DH101             | 26 février 2007       | Mt. Lemmon Survey     |
| (378263)             | 2007 DC103             | 21 février 2007       | Buie, M. W.           |
| (378264)             | 2007 DX111             | 25 février 2007       | Spacewatch            |
| (378265)             | 2007 ES8               | 16 février 2007       | Mt. Lemmon Survey     |
| (378266)             | 2007 ED10              | 10 mars 2007          | Young, J. W.          |
| (378267)             | 2007 EE10              | 10 mars 2007          | Christophe, B.        |
| (378268)             | 2007 EM12              | 9 mars 2007           | NEAT                  |
| (378269)             | 2007 ER14              | 9 mars 2007           | Mt. Lemmon Survey     |
| (378270)             | 2007 EA22              | 10 mars 2007          | Spacewatch            |
| (378271)             | 2007 ER30              | 10 mars 2007          | Spacewatch            |
| (378272)             | 2007 EJ40              | 12 mars 2007          | Bickel, W.            |
| (378273)             | 2007 EB51              | 10 mars 2007          | Spacewatch            |
| (378274)             | 2007 EB53              | 17 février 2007       | CSS                   |
| (378275)             | 2007 ET54              | 22 février 2007       | Spacewatch            |
| (378276)             | 2007 EO69              | 10 mars 2007          | Spacewatch            |
| (378277)             | 2007 EU69              | 10 mars 2007          | Spacewatch            |
| (378278)             | 2007 EE70              | 10 mars 2007          | Spacewatch            |
| (378279)             | 2007 EH86              | 12 mars 2007          | Spacewatch            |
| (378280)             | 2007 EL89              | 9 mars 2007           | Spacewatch            |
| (378281)             | 2007 EM89              | 9 mars 2007           | Spacewatch            |
| (378282)             | 2007 EA96              | 9 mars 2007           | CSS                   |
| (378283)             | 2007 EW116             | 13 mars 2007          | Mt. Lemmon Survey     |
| (378284)             | 2007 ES118             | 13 mars 2007          | Mt. Lemmon Survey     |
| (378285)             | 2007 EQ119             | 13 mars 2007          | Mt. Lemmon Survey     |
| (378286)             | 2007 EM129             | 30 avril 2003         | Spacewatch            |
| (378287)             | 2007 EF131             | 9 mars 2007           | Mt. Lemmon Survey     |
| (378288)             | 2007 EX132             | 9 mars 2007           | Mt. Lemmon Survey     |
| (378289)             | 2007 EH134             | 9 mars 2007           | Mt. Lemmon Survey     |
| (378290)             | 2007 EF136             | 10 mars 2007          | Mt. Lemmon Survey     |
| (378291)             | 2007 ER146             | 26 février 2007       | Mt. Lemmon Survey     |
| (378292)             | 2007 EP150             | 12 mars 2007          | Mt. Lemmon Survey     |
| (378293)             | 2007 EW153             | 12 mars 2007          | Mt. Lemmon Survey     |
| (378294)             | 2007 EO157             | 13 mars 2007          | Mt. Lemmon Survey     |
| (378295)             | 2007 EP157             | 13 mars 2007          | Mt. Lemmon Survey     |
| (378296)             | 2007 EC158             | 13 mars 2007          | Spacewatch            |
| (378297)             | 2007 EL176             | 14 mars 2007          | Spacewatch            |
| (378298)             | 2007 ES178             | 14 mars 2007          | Spacewatch            |
| (378299)             | 2007 EX180             | 14 mars 2007          | Spacewatch            |
| (378300)             | 2007 EG191             | 13 mars 2007          | Spacewatch            |

### 378301-378400
| Nom            | Désignation provisoire | Date de la découverte | Découvreur                        |
| -------------- | ---------------------- | --------------------- | --------------------------------- |
| (378301)       | 2007 EH200             | 12 mars 2007          | CSS                               |
| (378302)       | 2007 EE212             | 8 mars 2007           | NEAT                              |
| (378303)       | 2007 EP214             | 11 mars 2007          | Mt. Lemmon Survey                 |
| (378304)       | 2007 EN217             | 11 mars 2007          | Mt. Lemmon Survey                 |
| (378305)       | 2007 FC1               | 18 mars 2007          | CSS                               |
| (378306)       | 2007 FB11              | 16 mars 2007          | Spacewatch                        |
| (378307)       | 2007 FO12              | 18 mars 2007          | Spacewatch                        |
| (378308)       | 2007 FD14              | 19 mars 2007          | Mt. Lemmon Survey                 |
| (378309)       | 2007 FK21              | 20 mars 2007          | Mt. Lemmon Survey                 |
| (378310)       | 2007 FB27              | 20 mars 2007          | Spacewatch                        |
| (378311)       | 2007 FR36              | 26 mars 2007          | Spacewatch                        |
| (378312)       | 2007 FY43              | 16 mars 2007          | Mt. Lemmon Survey                 |
| (378313)       | 2007 FF45              | 20 mars 2007          | Mt. Lemmon Survey                 |
| (378314)       | 2007 FV46              | 18 mars 2007          | Spacewatch                        |
| (378315)       | 2007 FL47              | 26 mars 2007          | Mt. Lemmon Survey                 |
| (378316)       | 2007 FM49              | 20 mars 2007          | CSS                               |
| (378317)       | 2007 FA50              | 25 mars 2007          | Mt. Lemmon Survey                 |
| (378318)       | 2007 GC4               | 11 avril 2007         | CSS                               |
| (378319)       | 2007 GM5               | 14 avril 2007         | Bickel, W.                        |
| (378320)       | 2007 GR6               | 17 mars 2007          | LONEOS                            |
| (378321)       | 2007 GC17              | 11 avril 2007         | Spacewatch                        |
| (378322)       | 2007 GX26              | 14 avril 2007         | Spacewatch                        |
| (378323)       | 2007 GS36              | 14 avril 2007         | Spacewatch                        |
| (378324)       | 2007 GO37              | 14 avril 2007         | Spacewatch                        |
| (378325)       | 2007 GT40              | 14 avril 2007         | Spacewatch                        |
| (378326)       | 2007 GH45              | 14 avril 2007         | Spacewatch                        |
| (378327)       | 2007 GA46              | 14 avril 2007         | Spacewatch                        |
| (378328)       | 2007 GQ55              | 15 avril 2007         | Spacewatch                        |
| (378329)       | 2007 GG56              | 15 avril 2007         | Spacewatch                        |
| (378330)       | 2007 GO64              | 15 avril 2007         | Spacewatch                        |
| (378331)       | 2007 GX64              | 15 avril 2007         | Spacewatch                        |
| (378332)       | 2007 GY75              | 11 avril 2007         | Mt. Lemmon Survey                 |
| (378333)       | 2007 HW6               | 18 mars 2007          | Spacewatch                        |
| (378334)       | 2007 HM9               | 18 avril 2007         | Spacewatch                        |
| (378335)       | 2007 HS9               | 26 mars 2007          | Spacewatch                        |
| (378336)       | 2007 HM13              | 18 avril 2007         | CSS                               |
| (378337)       | 2007 HP31              | 15 avril 2007         | Spacewatch                        |
| (378338)       | 2007 HX31              | 19 avril 2007         | Spacewatch                        |
| (378339)       | 2007 HB35              | 19 avril 2007         | Spacewatch                        |
| (378340)       | 2007 HV42              | 22 avril 2007         | Mt. Lemmon Survey                 |
| (378341)       | 2007 HV47              | 20 avril 2007         | Spacewatch                        |
| (378342)       | 2007 HP48              | 20 avril 2007         | Spacewatch                        |
| (378343)       | 2007 HR51              | 19 novembre 2004      | CSS                               |
| (378344)       | 2007 HS59              | 18 avril 2007         | Mt. Lemmon Survey                 |
| (378345)       | 2007 HQ63              | 22 avril 2007         | Mt. Lemmon Survey                 |
| (378346)       | 2007 HN69              | 24 avril 2007         | Mt. Lemmon Survey                 |
| (378347)       | 2007 HS80              | 16 mars 2007          | Spacewatch                        |
| (378348)       | 2007 HA83              | 22 avril 2007         | Spacewatch                        |
| (378349)       | 2007 HK87              | 24 avril 2007         | Spacewatch                        |
| (378350)       | 2007 HP87              | 25 avril 2007         | Spacewatch                        |
| (378351)       | 2007 HF97              | 19 avril 2007         | Mt. Lemmon Survey                 |
| (378352)       | 2007 JC9               | 9 mai 2007            | Mt. Lemmon Survey                 |
| (378353)       | 2007 JR21              | 9 mai 2007            | Mt. Lemmon Survey                 |
| (378354)       | 2007 JU23              | 8 mai 2007            | LUSS                              |
| (378355)       | 2007 KG2               | 18 mai 2007           | Astronomical Research Observatory |
| (378356)       | 2007 KL2               | 19 mai 2007           | Hoenig, S. F., Teamo, N.          |
| (378357)       | 2007 KS3               | 23 mai 2007           | Mt. Lemmon Survey                 |
| (378358)       | 2007 LD                | 7 juin 2007           | LINEAR                            |
| (378359)       | 2007 LX2               | 8 juin 2007           | Spacewatch                        |
| (378360)       | 2007 LH7               | 8 juin 2007           | Spacewatch                        |
| (378361)       | 2007 LA14              | 30 septembre 2005     | CSS                               |
| (378362)       | 2007 LZ15              | 10 juin 2007          | Spacewatch                        |
| (378363)       | 2007 LK17              | 10 juin 2007          | Spacewatch                        |
| (378364)       | 2007 LU24              | 14 juin 2007          | Spacewatch                        |
| (378365)       | 2007 LL25              | 14 juin 2007          | Spacewatch                        |
| (378366)       | 2007 MR2               | 16 juin 2007          | Spacewatch                        |
| (378367)       | 2007 MB5               | 17 juin 2007          | Spacewatch                        |
| (378368)       | 2007 MR5               | 19 novembre 2003      | LONEOS                            |
| (378369)       | 2007 ME16              | 20 juin 2007          | Spacewatch                        |
| (378370) Orton | 2007 ON5               | 24 juillet 2007       | Young, J. W.                      |
| (378371)       | 2007 PH13              | 8 août 2007           | LINEAR                            |
| (378372)       | 2007 PA14              | 8 août 2007           | LINEAR                            |
| (378373)       | 2007 PU14              | 8 août 2007           | LINEAR                            |
| (378374)       | 2007 PP23              | 9 juin 2007           | CSS                               |
| (378375)       | 2007 PZ23              | 12 août 2007          | LINEAR                            |
| (378376)       | 2007 PM25              | 13 août 2007          | LINEAR                            |
| (378377)       | 2007 PY29              | 8 août 2007           | LINEAR                            |
| (378378)       | 2007 PF34              | 13 août 2007          | LINEAR                            |
| (378379)       | 2007 QM                | 16 août 2007          | LINEAR                            |
| (378380)       | 2007 QN10              | 23 août 2007          | Spacewatch                        |
| (378381)       | 2007 QG13              | 21 août 2007          | Siding Spring Survey              |
| (378382)       | 2007 QB14              | 24 août 2007          | Spacewatch                        |
| (378383)       | 2007 QN14              | 23 août 2007          | Spacewatch                        |
| (378384)       | 2007 QR14              | 24 août 2007          | Spacewatch                        |
| (378385)       | 2007 QB15              | 24 août 2007          | Spacewatch                        |
| (378386)       | 2007 QH15              | 23 août 2007          | Spacewatch                        |
| (378387)       | 2007 QR16              | 21 août 2007          | LONEOS                            |
| (378388)       | 2007 QW17              | 24 août 2007          | Spacewatch                        |
| (378389)       | 2007 RL3               | 3 septembre 2007      | CSS                               |
| (378390)       | 2007 RX6               | 8 mars 2005           | CSS                               |
| (378391)       | 2007 RX28              | 4 septembre 2007      | Mt. Lemmon Survey                 |
| (378392)       | 2007 RP29              | 4 septembre 2007      | CSS                               |
| (378393)       | 2007 RG31              | 5 septembre 2007      | CSS                               |
| (378394)       | 2007 RC40              | 9 septembre 2007      | Spacewatch                        |
| (378395)       | 2007 RU45              | 9 septembre 2007      | Spacewatch                        |
| (378396)       | 2007 RO46              | 9 septembre 2007      | Spacewatch                        |
| (378397)       | 2007 RQ52              | 9 septembre 2007      | Mt. Lemmon Survey                 |
| (378398)       | 2007 RN53              | 9 septembre 2007      | Spacewatch                        |
| (378399)       | 2007 RY55              | 9 septembre 2007      | Spacewatch                        |
| (378400)       | 2007 RM59              | 10 septembre 2007     | Spacewatch                        |

### 378401-378500
| Nom      | Désignation provisoire | Date de la découverte | Découvreur               |
| -------- | ---------------------- | --------------------- | ------------------------ |
| (378401) | 2007 RD70              | 10 septembre 2007     | Spacewatch               |
| (378402) | 2007 RE71              | 3 septembre 2007      | CSS                      |
| (378403) | 2007 RL74              | 10 août 2007          | Spacewatch               |
| (378404) | 2007 RS77              | 10 septembre 2007     | Mt. Lemmon Survey        |
| (378405) | 2007 RS90              | 10 septembre 2007     | Mt. Lemmon Survey        |
| (378406) | 2007 RB95              | 10 septembre 2007     | Spacewatch               |
| (378407) | 2007 RQ96              | 10 septembre 2007     | Spacewatch               |
| (378408) | 2007 RV108             | 11 septembre 2007     | Spacewatch               |
| (378409) | 2007 RZ108             | 11 septembre 2007     | Spacewatch               |
| (378410) | 2007 RR118             | 11 septembre 2007     | Mt. Lemmon Survey        |
| (378411) | 2007 RS119             | 11 septembre 2007     | PMO NEO Survey Program   |
| (378412) | 2007 RJ128             | 12 septembre 2007     | Mt. Lemmon Survey        |
| (378413) | 2007 RR128             | 12 septembre 2007     | Mt. Lemmon Survey        |
| (378414) | 2007 RX129             | 12 septembre 2007     | Mt. Lemmon Survey        |
| (378415) | 2007 RL130             | 12 septembre 2007     | Mt. Lemmon Survey        |
| (378416) | 2007 RU143             | 14 septembre 2007     | LINEAR                   |
| (378417) | 2007 RV166             | 10 septembre 2007     | Spacewatch               |
| (378418) | 2007 RV174             | 10 septembre 2007     | Spacewatch               |
| (378419) | 2007 RU187             | 5 septembre 2007      | LONEOS                   |
| (378420) | 2007 RR201             | 29 février 2004       | Spacewatch               |
| (378421) | 2007 RX205             | 10 septembre 2007     | Mt. Lemmon Survey        |
| (378422) | 2007 RP207             | 10 septembre 2007     | Spacewatch               |
| (378423) | 2007 RM209             | 10 septembre 2007     | Spacewatch               |
| (378424) | 2007 RK212             | 11 septembre 2007     | Spacewatch               |
| (378425) | 2007 RY220             | 14 septembre 2007     | Mt. Lemmon Survey        |
| (378426) | 2007 RV221             | 14 septembre 2007     | Mt. Lemmon Survey        |
| (378427) | 2007 RU222             | 14 septembre 2007     | Siding Spring Survey     |
| (378428) | 2007 RD224             | 10 septembre 2007     | Spacewatch               |
| (378429) | 2007 RL224             | 10 septembre 2007     | Spacewatch               |
| (378430) | 2007 RE230             | 11 septembre 2007     | Spacewatch               |
| (378431) | 2007 RV232             | 11 septembre 2007     | PMO NEO Survey Program   |
| (378432) | 2007 RP239             | 14 septembre 2007     | LONEOS                   |
| (378433) | 2007 RT246             | 12 septembre 2007     | CSS                      |
| (378434) | 2007 RT249             | 13 septembre 2007     | CSS                      |
| (378435) | 2007 RA250             | 13 septembre 2007     | Spacewatch               |
| (378436) | 2007 RG267             | 15 septembre 2007     | Spacewatch               |
| (378437) | 2007 RJ269             | 15 septembre 2007     | Spacewatch               |
| (378438) | 2007 RO272             | 15 septembre 2007     | Spacewatch               |
| (378439) | 2007 RJ285             | 13 septembre 2007     | Mt. Lemmon Survey        |
| (378440) | 2007 RO289             | 12 septembre 2007     | Mt. Lemmon Survey        |
| (378441) | 2007 RO292             | 12 septembre 2007     | Mt. Lemmon Survey        |
| (378442) | 2007 RO293             | 13 septembre 2007     | Mt. Lemmon Survey        |
| (378443) | 2007 RQ293             | 13 septembre 2007     | Mt. Lemmon Survey        |
| (378444) | 2007 RA296             | 15 septembre 2007     | Spacewatch               |
| (378445) | 2007 RA301             | 12 septembre 2007     | Mt. Lemmon Survey        |
| (378446) | 2007 RD301             | 12 septembre 2007     | Mt. Lemmon Survey        |
| (378447) | 2007 RS310             | 12 septembre 2007     | CSS                      |
| (378448) | 2007 RS311             | 3 septembre 2007      | CSS                      |
| (378449) | 2007 RP312             | 13 septembre 2007     | Mt. Lemmon Survey        |
| (378450) | 2007 RS312             | 14 septembre 2007     | CSS                      |
| (378451) | 2007 RY312             | 3 septembre 2007      | CSS                      |
| (378452) | 2007 RA313             | 3 septembre 2007      | Mt. Lemmon Survey        |
| (378453) | 2007 RD315             | 13 janvier 2004       | LONEOS                   |
| (378454) | 2007 RZ317             | 13 février 2004       | Spacewatch               |
| (378455) | 2007 RA318             | 10 septembre 2007     | Spacewatch               |
| (378456) | 2007 RO318             | 11 septembre 2007     | Spacewatch               |
| (378457) | 2007 RZ318             | 12 septembre 2007     | CSS                      |
| (378458) | 2007 ST                | 18 septembre 2007     | Hoenig, S. F., Teamo, N. |
| (378459) | 2007 SG6               | 21 septembre 2007     | Schiaparelli             |
| (378460) | 2007 SL23              | 18 septembre 2007     | LINEAR                   |
| (378461) | 2007 TV                | 11 septembre 2007     | CSS                      |
| (378462) | 2007 TF6               | 6 octobre 2007        | Chante-Perdrix           |
| (378463) | 2007 TN7               | 7 octobre 2007        | Ferrando, R.             |
| (378464) | 2007 TP15              | 3 octobre 2007        | Hug, G.                  |
| (378465) | 2007 TV19              | 6 octobre 2007        | LINEAR                   |
| (378466) | 2007 TF20              | 7 octobre 2007        | LINEAR                   |
| (378467) | 2007 TK24              | 11 octobre 2007       | Hug, G.                  |
| (378468) | 2007 TL26              | 4 octobre 2007        | Mt. Lemmon Survey        |
| (378469) | 2007 TA32              | 5 octobre 2007        | Siding Spring Survey     |
| (378470) | 2007 TV59              | 5 octobre 2007        | Spacewatch               |
| (378471) | 2007 TH68              | 11 octobre 2007       | Pietschnig, M.           |
| (378472) | 2007 TS76              | 5 octobre 2007        | Spacewatch               |
| (378473) | 2007 TL90              | 8 octobre 2007        | Mt. Lemmon Survey        |
| (378474) | 2007 TV103             | 8 octobre 2007        | Mt. Lemmon Survey        |
| (378475) | 2007 TJ106             | 4 octobre 2007        | Mt. Lemmon Survey        |
| (378476) | 2007 TM110             | 27 juillet 2001       | LONEOS                   |
| (378477) | 2007 TO115             | 8 octobre 2007        | LONEOS                   |
| (378478) | 2007 TU117             | 9 octobre 2007        | Spacewatch               |
| (378479) | 2007 TJ123             | 6 octobre 2007        | Spacewatch               |
| (378480) | 2007 TM138             | 9 octobre 2007        | Spacewatch               |
| (378481) | 2007 TD148             | 4 octobre 2007        | PMO NEO Survey Program   |
| (378482) | 2007 TY150             | 18 septembre 2007     | CSS                      |
| (378483) | 2007 TF152             | 9 octobre 2007        | LINEAR                   |
| (378484) | 2007 TB156             | 12 septembre 2007     | Mt. Lemmon Survey        |
| (378485) | 2007 TV157             | 9 octobre 2007        | LINEAR                   |
| (378486) | 2007 TT168             | 12 octobre 2007       | LINEAR                   |
| (378487) | 2007 TS173             | 4 octobre 2007        | Spacewatch               |
| (378488) | 2007 TT180             | 8 octobre 2007        | CSS                      |
| (378489) | 2007 TB182             | 8 octobre 2007        | CSS                      |
| (378490) | 2007 TB212             | 7 octobre 2007        | Spacewatch               |
| (378491) | 2007 TA222             | 9 octobre 2007        | Spacewatch               |
| (378492) | 2007 TE235             | 9 octobre 2007        | Spacewatch               |
| (378493) | 2007 TL259             | 10 octobre 2007       | Mt. Lemmon Survey        |
| (378494) | 2007 TZ274             | 11 octobre 2007       | Mt. Lemmon Survey        |
| (378495) | 2007 TL280             | 12 septembre 2007     | CSS                      |
| (378496) | 2007 TL281             | 15 septembre 2007     | Spacewatch               |
| (378497) | 2007 TJ300             | 12 octobre 2007       | Spacewatch               |
| (378498) | 2007 TE311             | 11 octobre 2007       | CSS                      |
| (378499) | 2007 TU311             | 11 octobre 2007       | Mt. Lemmon Survey        |
| (378500) | 2007 TG379             | 13 octobre 2007       | CSS                      |

### 378501-378600
| Nom      | Désignation provisoire | Date de la découverte | Découvreur           |
| -------- | ---------------------- | --------------------- | -------------------- |
| (378501) | 2007 TE393             | 12 octobre 2007       | Tucker, R. A.        |
| (378502) | 2007 TW404             | 15 octobre 2007       | Spacewatch           |
| (378503) | 2007 TR413             | 11 octobre 2007       | CSS                  |
| (378504) | 2007 TK418             | 4 octobre 2007        | Spacewatch           |
| (378505) | 2007 TS421             | 12 octobre 2007       | CSS                  |
| (378506) | 2007 TB438             | 9 octobre 2007        | Mt. Lemmon Survey    |
| (378507) | 2007 TH445             | 3 octobre 2007        | Las Campanas         |
| (378508) | 2007 TH449             | 9 octobre 2007        | Spacewatch           |
| (378509) | 2007 UP9               | 17 octobre 2007       | LONEOS               |
| (378510) | 2007 UB14              | 16 octobre 2007       | Mt. Lemmon Survey    |
| (378511) | 2007 UO14              | 13 septembre 2007     | Mt. Lemmon Survey    |
| (378512) | 2007 UE19              | 18 octobre 2007       | Mt. Lemmon Survey    |
| (378513) | 2007 UN23              | 16 octobre 2007       | Spacewatch           |
| (378514) | 2007 UX28              | 18 octobre 2007       | Spacewatch           |
| (378515) | 2007 UU56              | 30 octobre 2007       | Mt. Lemmon Survey    |
| (378516) | 2007 UG62              | 30 octobre 2007       | Mt. Lemmon Survey    |
| (378517) | 2007 UF88              | 16 octobre 2007       | Mt. Lemmon Survey    |
| (378518) | 2007 UP93              | 31 octobre 2007       | Mt. Lemmon Survey    |
| (378519) | 2007 UT121             | 11 octobre 2007       | CSS                  |
| (378520) | 2007 VP20              | 2 novembre 2007       | CSS                  |
| (378521) | 2007 VB26              | 2 novembre 2007       | Mt. Lemmon Survey    |
| (378522) | 2007 VV67              | 3 novembre 2007       | Mt. Lemmon Survey    |
| (378523) | 2007 VY88              | 2 novembre 2007       | CSS                  |
| (378524) | 2007 VP154             | 5 novembre 2007       | Spacewatch           |
| (378525) | 2007 VV177             | 7 novembre 2007       | Mt. Lemmon Survey    |
| (378526) | 2007 VH186             | 11 novembre 2007      | CSS                  |
| (378527) | 2007 VK243             | 13 novembre 2007      | Mt. Lemmon Survey    |
| (378528) | 2007 WT63              | 21 novembre 2007      | Mt. Lemmon Survey    |
| (378529) | 2007 YC22              | 4 décembre 2007       | Mt. Lemmon Survey    |
| (378530) | 2007 YF51              | 28 décembre 2007      | Spacewatch           |
| (378531) | 2008 AR8               | 10 janvier 2008       | Spacewatch           |
| (378532) | 2008 AP28              | 10 janvier 2008       | Mt. Lemmon Survey    |
| (378533) | 2008 AB55              | 30 décembre 2007      | Spacewatch           |
| (378534) | 2008 AZ91              | 14 janvier 2008       | Spacewatch           |
| (378535) | 2008 AN98              | 14 janvier 2008       | Spacewatch           |
| (378536) | 2008 AX100             | 14 janvier 2008       | Spacewatch           |
| (378537) | 2008 AY127             | 11 janvier 2008       | Spacewatch           |
| (378538) | 2008 AC138             | 14 janvier 2008       | Spacewatch           |
| (378539) | 2008 BA6               | 16 janvier 2008       | Spacewatch           |
| (378540) | 2008 BF36              | 30 janvier 2008       | Spacewatch           |
| (378541) | 2008 BO36              | 30 janvier 2008       | Spacewatch           |
| (378542) | 2008 CE4               | 31 décembre 2007      | Spacewatch           |
| (378543) | 2008 CY11              | 3 février 2008        | Spacewatch           |
| (378544) | 2008 CA25              | 1er février 2008      | Spacewatch           |
| (378545) | 2008 CJ25              | 1er février 2008      | Spacewatch           |
| (378546) | 2008 CP34              | 2 février 2008        | Spacewatch           |
| (378547) | 2008 CU43              | 2 février 2008        | Mt. Lemmon Survey    |
| (378548) | 2008 CW44              | 11 janvier 2008       | Mt. Lemmon Survey    |
| (378549) | 2008 CW80              | 7 février 2008        | Spacewatch           |
| (378550) | 2008 CU103             | 9 février 2008        | Spacewatch           |
| (378551) | 2008 CM108             | 9 février 2008        | CSS                  |
| (378552) | 2008 CZ110             | 20 janvier 2008       | Spacewatch           |
| (378553) | 2008 CN138             | 8 février 2008        | Spacewatch           |
| (378554) | 2008 CD147             | 11 janvier 2008       | Mt. Lemmon Survey    |
| (378555) | 2008 CW152             | 9 février 2008        | CSS                  |
| (378556) | 2008 CL156             | 9 février 2008        | Spacewatch           |
| (378557) | 2008 CY159             | 9 février 2008        | Spacewatch           |
| (378558) | 2008 CB164             | 10 février 2008       | CSS                  |
| (378559) | 2008 CW170             | 12 février 2008       | Mt. Lemmon Survey    |
| (378560) | 2008 CH172             | 13 février 2008       | Mt. Lemmon Survey    |
| (378561) | 2008 CC183             | 11 février 2008       | Mt. Lemmon Survey    |
| (378562) | 2008 CG184             | 14 février 2008       | Mt. Lemmon Survey    |
| (378563) | 2008 CU193             | 8 février 2008        | Spacewatch           |
| (378564) | 2008 CF197             | 8 février 2008        | Spacewatch           |
| (378565) | 2008 CK201             | 2 février 2008        | Spacewatch           |
| (378566) | 2008 CL205             | 2 février 2008        | Mt. Lemmon Survey    |
| (378567) | 2008 CM205             | 2 février 2008        | Spacewatch           |
| (378568) | 2008 CM213             | 9 février 2008        | Mt. Lemmon Survey    |
| (378569) | 2008 CP214             | 12 février 2008       | LINEAR               |
| (378570) | 2008 DY14              | 26 février 2008       | Mt. Lemmon Survey    |
| (378571) | 2008 DX31              | 27 février 2008       | Spacewatch           |
| (378572) | 2008 DY31              | 27 février 2008       | Spacewatch           |
| (378573) | 2008 DR53              | 29 février 2008       | Mt. Lemmon Survey    |
| (378574) | 2008 DY53              | 29 février 2008       | Siding Spring Survey |
| (378575) | 2008 DF55              | 26 février 2008       | Spacewatch           |
| (378576) | 2008 DB56              | 28 février 2008       | Spacewatch           |
| (378577) | 2008 DC56              | 28 février 2008       | Spacewatch           |
| (378578) | 2008 DE56              | 28 février 2008       | Tenagra II           |
| (378579) | 2008 DT59              | 27 février 2008       | Mt. Lemmon Survey    |
| (378580) | 2008 DA60              | 28 janvier 2004       | Spacewatch           |
| (378581) | 2008 DV67              | 29 février 2008       | Spacewatch           |
| (378582) | 2008 DK82              | 28 février 2008       | Spacewatch           |
| (378583) | 2008 DM84              | 25 février 2008       | Mt. Lemmon Survey    |
| (378584) | 2008 DK89              | 28 février 2008       | Mt. Lemmon Survey    |
| (378585) | 2008 EY6               | 3 mars 2008           | Kugel, F.            |
| (378586) | 2008 EJ15              | 1er mars 2008         | Spacewatch           |
| (378587) | 2008 ER20              | 2 mars 2008           | Spacewatch           |
| (378588) | 2008 EQ21              | 2 mars 2008           | Spacewatch           |
| (378589) | 2008 EZ22              | 3 mars 2008           | CSS                  |
| (378590) | 2008 EA23              | 3 mars 2008           | CSS                  |
| (378591) | 2008 EO35              | 2 mars 2008           | Spacewatch           |
| (378592) | 2008 EK42              | 4 mars 2008           | Spacewatch           |
| (378593) | 2008 EV44              | 15 septembre 2006     | Spacewatch           |
| (378594) | 2008 EO46              | 5 mars 2008           | Mt. Lemmon Survey    |
| (378595) | 2008 EK47              | 5 mars 2008           | Mt. Lemmon Survey    |
| (378596) | 2008 EH48              | 5 mars 2008           | Spacewatch           |
| (378597) | 2008 EV52              | 6 mars 2008           | Mt. Lemmon Survey    |
| (378598) | 2008 EL58              | 10 janvier 2008       | Spacewatch           |
| (378599) | 2008 EP88              | 7 mars 2008           | LINEAR               |
| (378600) | 2008 EM89              | 9 mars 2008           | LINEAR               |

### 378601-378700
| Nom            | Désignation provisoire | Date de la découverte | Découvreur             |
| -------------- | ---------------------- | --------------------- | ---------------------- |
| (378601)       | 2008 EA108             | 7 mars 2008           | Mt. Lemmon Survey      |
| (378602)       | 2008 EQ116             | 8 mars 2008           | Spacewatch             |
| (378603)       | 2008 EG121             | 9 mars 2008           | Spacewatch             |
| (378604)       | 2008 ER137             | 11 mars 2008          | Spacewatch             |
| (378605)       | 2008 EF149             | 3 mars 2008           | PMO NEO Survey Program |
| (378606)       | 2008 EN154             | 4 mars 2008           | Mt. Lemmon Survey      |
| (378607)       | 2008 EW156             | 10 mars 2008          | Spacewatch             |
| (378608)       | 2008 EW157             | 1er mars 2008         | Spacewatch             |
| (378609)       | 2008 ES164             | 1er mars 2008         | Spacewatch             |
| (378610)       | 2008 FT6               | 29 mars 2008          | Spacewatch             |
| (378611)       | 2008 FY15              | 26 mars 2008          | Spacewatch             |
| (378612)       | 2008 FW39              | 28 mars 2008          | Spacewatch             |
| (378613)       | 2008 FE41              | 28 mars 2008          | Spacewatch             |
| (378614)       | 2008 FK42              | 28 mars 2008          | Mt. Lemmon Survey      |
| (378615)       | 2008 FQ53              | 28 mars 2008          | Mt. Lemmon Survey      |
| (378616)       | 2008 FN55              | 28 mars 2008          | Mt. Lemmon Survey      |
| (378617)       | 2008 FS66              | 28 mars 2008          | Spacewatch             |
| (378618)       | 2008 FT66              | 28 mars 2008          | Spacewatch             |
| (378619)       | 2008 FW66              | 28 mars 2008          | Spacewatch             |
| (378620)       | 2008 FY66              | 28 mars 2008          | Spacewatch             |
| (378621)       | 2008 FV68              | 28 mars 2008          | Mt. Lemmon Survey      |
| (378622)       | 2008 FE69              | 28 mars 2008          | Mt. Lemmon Survey      |
| (378623)       | 2008 FY74              | 31 mars 2008          | Mt. Lemmon Survey      |
| (378624)       | 2008 FV76              | 27 mars 2008          | Spacewatch             |
| (378625)       | 2008 FM83              | 28 mars 2008          | Spacewatch             |
| (378626)       | 2008 FY89              | 29 mars 2008          | Mt. Lemmon Survey      |
| (378627)       | 2008 FP97              | 30 mars 2008          | Spacewatch             |
| (378628)       | 2008 FK102             | 30 mars 2008          | Spacewatch             |
| (378629)       | 2008 FZ102             | 30 mars 2008          | Spacewatch             |
| (378630)       | 2008 FT104             | 30 mars 2008          | Spacewatch             |
| (378631)       | 2008 FV107             | 31 mars 2008          | Spacewatch             |
| (378632)       | 2008 FX107             | 31 mars 2008          | Spacewatch             |
| (378633)       | 2008 FD115             | 31 mars 2008          | Mt. Lemmon Survey      |
| (378634)       | 2008 FM116             | 31 mars 2008          | Spacewatch             |
| (378635)       | 2008 FQ127             | 26 mars 2008          | Mt. Lemmon Survey      |
| (378636)       | 2008 FM128             | 28 mars 2008          | Mt. Lemmon Survey      |
| (378637)       | 2008 FM129             | 31 mars 2008          | Spacewatch             |
| (378638)       | 2008 FT129             | 31 mars 2008          | Spacewatch             |
| (378639)       | 2008 FG130             | 29 mars 2008          | Spacewatch             |
| (378640)       | 2008 FC133             | 30 mars 2008          | Spacewatch             |
| (378641)       | 2008 FX134             | 30 mars 2008          | Spacewatch             |
| (378642)       | 2008 FR136             | 29 mars 2008          | Spacewatch             |
| (378643)       | 2008 FT137             | 31 mars 2008          | Spacewatch             |
| (378644)       | 2008 GG4               | 7 avril 2008          | Tozzi, F.              |
| (378645)       | 2008 GU10              | 23 février 2004       | LINEAR                 |
| (378646)       | 2008 GQ27              | 3 avril 2008          | Mt. Lemmon Survey      |
| (378647)       | 2008 GF35              | 3 avril 2008          | Spacewatch             |
| (378648)       | 2008 GM35              | 3 avril 2008          | Spacewatch             |
| (378649)       | 2008 GH37              | 3 avril 2008          | Spacewatch             |
| (378650)       | 2008 GS37              | 3 avril 2008          | Spacewatch             |
| (378651)       | 2008 GF41              | 28 novembre 1999      | Spacewatch             |
| (378652)       | 2008 GR41              | 19 septembre 2001     | Spacewatch             |
| (378653)       | 2008 GY46              | 4 avril 2008          | Spacewatch             |
| (378654)       | 2008 GZ52              | 5 avril 2008          | Mt. Lemmon Survey      |
| (378655)       | 2008 GY72              | 7 avril 2008          | Mt. Lemmon Survey      |
| (378656)       | 2008 GB73              | 7 avril 2008          | Mt. Lemmon Survey      |
| (378657)       | 2008 GO77              | 7 avril 2008          | Spacewatch             |
| (378658)       | 2008 GV82              | 8 avril 2008          | Spacewatch             |
| (378659)       | 2008 GU97              | 8 avril 2008          | Spacewatch             |
| (378660)       | 2008 GQ100             | 1er avril 2008        | Spacewatch             |
| (378661)       | 2008 GR103             | 28 mars 2008          | Spacewatch             |
| (378662)       | 2008 GK104             | 11 avril 2008         | Spacewatch             |
| (378663)       | 2008 GU106             | 12 avril 2008         | CSS                    |
| (378664)       | 2008 GL107             | 12 avril 2008         | Mt. Lemmon Survey      |
| (378665)       | 2008 GB116             | 11 avril 2008         | Spacewatch             |
| (378666)       | 2008 GS117             | 11 avril 2008         | Spacewatch             |
| (378667)       | 2008 GK137             | 6 avril 2008          | Mt. Lemmon Survey      |
| (378668)       | 2008 GN140             | 7 avril 2008          | Spacewatch             |
| (378669) Rivas | 2008 HO4               | 29 avril 2008         | Ory, M.                |
| (378670)       | 2008 HR8               | 24 avril 2008         | Spacewatch             |
| (378671)       | 2008 HZ11              | 24 avril 2008         | Spacewatch             |
| (378672)       | 2008 HD13              | 25 avril 2008         | Spacewatch             |
| (378673)       | 2008 HT19              | 14 avril 2008         | Mt. Lemmon Survey      |
| (378674)       | 2008 HV21              | 26 avril 2008         | Mt. Lemmon Survey      |
| (378675)       | 2008 HW39              | 26 avril 2008         | Mt. Lemmon Survey      |
| (378676)       | 2008 HB42              | 26 avril 2008         | Mt. Lemmon Survey      |
| (378677)       | 2008 HX45              | 28 avril 2008         | Spacewatch             |
| (378678)       | 2008 HG50              | 29 avril 2008         | Spacewatch             |
| (378679)       | 2008 HU55              | 29 avril 2008         | Spacewatch             |
| (378680)       | 2008 HX62              | 28 avril 2008         | Spacewatch             |
| (378681)       | 2008 HJ64              | 29 avril 2008         | Mt. Lemmon Survey      |
| (378682)       | 2008 JD4               | 1er mai 2008          | Spacewatch             |
| (378683)       | 2008 JZ11              | 3 mai 2008            | Spacewatch             |
| (378684)       | 2008 JC17              | 3 mai 2008            | Mt. Lemmon Survey      |
| (378685)       | 2008 JJ22              | 1er mai 2008          | Siding Spring Survey   |
| (378686)       | 2008 JW26              | 7 mai 2008            | Spacewatch             |
| (378687)       | 2008 JM30              | 11 mai 2008           | Spacewatch             |
| (378688)       | 2008 JN38              | 15 mai 2008           | Mt. Lemmon Survey      |
| (378689)       | 2008 KT4               | 27 mai 2008           | Spacewatch             |
| (378690)       | 2008 KL5               | 15 mars 2004          | Spacewatch             |
| (378691)       | 2008 KU7               | 27 mai 2008           | Spacewatch             |
| (378692)       | 2008 KO10              | 30 mars 2008          | Spacewatch             |
| (378693)       | 2008 KE15              | 27 mai 2008           | Mt. Lemmon Survey      |
| (378694)       | 2008 KT28              | 31 mai 2008           | Spacewatch             |
| (378695)       | 2008 KG30              | 27 avril 2008         | Mt. Lemmon Survey      |
| (378696)       | 2008 KU38              | 30 mai 2008           | Spacewatch             |
| (378697)       | 2008 LS                | 1er juin 2008         | Mt. Lemmon Survey      |
| (378698)       | 2008 LT11              | 3 mai 2008            | Mt. Lemmon Survey      |
| (378699)       | 2008 LE17              | 10 juin 2008          | Spacewatch             |
| (378700)       | 2008 MU                | 26 juin 2008          | Siding Spring Survey   |

### 378701-378800
| Nom            | Désignation provisoire | Date de la découverte | Découvreur            |
| -------------- | ---------------------- | --------------------- | --------------------- |
| (378701)       | 2008 NJ1               | 1er juillet 2008      | Bickel, W.            |
| (378702)       | 2008 OV3               | 25 juillet 2008       | Siding Spring Survey  |
| (378703)       | 2008 OS19              | 29 juillet 2008       | Spacewatch            |
| (378704)       | 2008 OR20              | 29 juillet 2008       | Spacewatch            |
| (378705)       | 2008 OQ23              | 29 juillet 2008       | Spacewatch            |
| (378706)       | 2008 OD24              | 30 juillet 2008       | Spacewatch            |
| (378707)       | 2008 PP6               | 2 août 2008           | Siding Spring Survey  |
| (378708)       | 2008 PD13              | 10 août 2008          | OAM                   |
| (378709)       | 2008 PP14              | 30 juillet 2008       | Spacewatch            |
| (378710)       | 2008 PN15              | 7 août 2008           | OAM                   |
| (378711)       | 2008 PP16              | 26 juillet 2008       | Siding Spring Survey  |
| (378712)       | 2008 PO20              | 2 août 2008           | Siding Spring Survey  |
| (378713)       | 2008 PT20              | 5 août 2008           | Siding Spring Survey  |
| (378714)       | 2008 PY20              | 2 août 2008           | Siding Spring Survey  |
| (378715)       | 2008 PH21              | 6 août 2008           | Siding Spring Survey  |
| (378716)       | 2008 QK1               | 23 août 2008          | OAM                   |
| (378717)       | 2008 QL6               | 28 juillet 2008       | Mt. Lemmon Survey     |
| (378718)       | 2008 QH9               | 25 août 2008          | OAM                   |
| (378719)       | 2008 QJ10              | 21 août 2008          | Spacewatch            |
| (378720)       | 2008 QQ13              | 22 août 2008          | Spacewatch            |
| (378721) Thizy | 2008 QP14              | 27 août 2008          | Pises                 |
| (378722)       | 2008 QG17              | 27 août 2008          | OAM                   |
| (378723)       | 2008 QH21              | 26 août 2008          | LINEAR                |
| (378724)       | 2008 QO22              | 1er décembre 2005     | Mt. Lemmon Survey     |
| (378725)       | 2008 QS26              | 29 août 2008          | OAM                   |
| (378726)       | 2008 QL28              | 30 août 2008          | OAM                   |
| (378727)       | 2008 QJ36              | 15 mars 2007          | Mt. Lemmon Survey     |
| (378728)       | 2008 QH38              | 23 août 2008          | Spacewatch            |
| (378729)       | 2008 QD42              | 21 août 2008          | Spacewatch            |
| (378730)       | 2008 QD43              | 24 août 2008          | Spacewatch            |
| (378731)       | 2008 QK45              | 30 août 2008          | LINEAR                |
| (378732)       | 2008 QA46              | 30 août 2008          | LINEAR                |
| (378733)       | 2008 QJ47              | 19 août 2008          | Siding Spring Survey  |
| (378734)       | 2008 RN3               | 2 septembre 2008      | Spacewatch            |
| (378735)       | 2008 RH4               | 2 septembre 2008      | Spacewatch            |
| (378736)       | 2008 RB16              | 4 septembre 2008      | Spacewatch            |
| (378737)       | 2008 RH18              | 24 août 2008          | Spacewatch            |
| (378738)       | 2008 RJ28              | 21 février 2006       | Mt. Lemmon Survey     |
| (378739)       | 2008 RK33              | 11 mai 2007           | Mt. Lemmon Survey     |
| (378740)       | 2008 RC35              | 2 septembre 2008      | Spacewatch            |
| (378741)       | 2008 RK36              | 2 septembre 2008      | Spacewatch            |
| (378742)       | 2008 RA41              | 2 septembre 2008      | Spacewatch            |
| (378743)       | 2008 RJ58              | 3 septembre 2008      | Spacewatch            |
| (378744)       | 2008 RR67              | 4 septembre 2008      | Spacewatch            |
| (378745)       | 2008 RS67              | 4 septembre 2008      | Spacewatch            |
| (378746)       | 2008 RR69              | 5 septembre 2008      | Spacewatch            |
| (378747)       | 2008 RM77              | 6 septembre 2008      | CSS                   |
| (378748)       | 2008 RW91              | 6 septembre 2008      | Spacewatch            |
| (378749)       | 2008 RR92              | 6 septembre 2008      | Spacewatch            |
| (378750)       | 2008 RD94              | 6 septembre 2008      | Spacewatch            |
| (378751)       | 2008 RB95              | 7 septembre 2008      | Mt. Lemmon Survey     |
| (378752)       | 2008 RB99              | 2 septembre 2008      | Spacewatch            |
| (378753)       | 2008 RV101             | 2 septembre 2008      | Spacewatch            |
| (378754)       | 2008 RV103             | 5 septembre 2008      | Spacewatch            |
| (378755)       | 2008 RJ105             | 6 septembre 2008      | Mt. Lemmon Survey     |
| (378756)       | 2008 RD111             | 4 septembre 2008      | Spacewatch            |
| (378757)       | 2008 RT113             | 6 septembre 2008      | Spacewatch            |
| (378758)       | 2008 RF116             | 7 septembre 2008      | Mt. Lemmon Survey     |
| (378759)       | 2008 RS117             | 9 septembre 2008      | Spacewatch            |
| (378760)       | 2008 RF118             | 9 septembre 2008      | Mt. Lemmon Survey     |
| (378761)       | 2008 RU118             | 9 septembre 2008      | Mt. Lemmon Survey     |
| (378762)       | 2008 RF120             | 7 septembre 2008      | Mt. Lemmon Survey     |
| (378763)       | 2008 RX121             | 3 septembre 2008      | Spacewatch            |
| (378764)       | 2008 RH124             | 6 septembre 2008      | Spacewatch            |
| (378765)       | 2008 RM125             | 7 septembre 2008      | Mt. Lemmon Survey     |
| (378766)       | 2008 RP126             | 4 septembre 2008      | Spacewatch            |
| (378767)       | 2008 RL130             | 3 septembre 2008      | Spacewatch            |
| (378768)       | 2008 RQ140             | 9 septembre 2008      | Mt. Lemmon Survey     |
| (378769)       | 2008 RM142             | 7 septembre 2008      | LINEAR                |
| (378770)       | 2008 RD143             | 2 septembre 2008      | Spacewatch            |
| (378771)       | 2008 RS143             | 6 septembre 2008      | Spacewatch            |
| (378772)       | 2008 RN146             | 9 septembre 2008      | CSS                   |
| (378773)       | 2008 SJ1               | 22 septembre 2008     | Tozzi, F.             |
| (378774)       | 2008 SH5               | 22 septembre 2008     | LINEAR                |
| (378775)       | 2008 SH9               | 25 janvier 2006       | Spacewatch            |
| (378776)       | 2008 SY14              | 7 septembre 2008      | Mt. Lemmon Survey     |
| (378777)       | 2008 SV24              | 19 septembre 2008     | Spacewatch            |
| (378778)       | 2008 SL27              | 19 septembre 2008     | Spacewatch            |
| (378779)       | 2008 SC28              | 19 septembre 2008     | Spacewatch            |
| (378780)       | 2008 SG29              | 19 septembre 2008     | Spacewatch            |
| (378781)       | 2008 SU30              | 9 septembre 2008      | Spacewatch            |
| (378782)       | 2008 SH31              | 20 septembre 2008     | Spacewatch            |
| (378783)       | 2008 SK33              | 29 juillet 2008       | Spacewatch            |
| (378784)       | 2008 SD48              | 20 septembre 2008     | Mt. Lemmon Survey     |
| (378785)       | 2008 SV50              | 3 septembre 2008      | Spacewatch            |
| (378786)       | 2008 SW54              | 20 septembre 2008     | Mt. Lemmon Survey     |
| (378787)       | 2008 SR67              | 21 septembre 2008     | Spacewatch            |
| (378788)       | 2008 SF71              | 3 septembre 2008      | Spacewatch            |
| (378789)       | 2008 SU75              | 23 septembre 2008     | Mt. Lemmon Survey     |
| (378790)       | 2008 SA79              | 24 août 2008          | Spacewatch            |
| (378791)       | 2008 SQ84              | 27 septembre 2008     | Schwab, E., Kling, R. |
| (378792)       | 2008 SY86              | 20 septembre 2008     | Spacewatch            |
| (378793)       | 2008 SR92              | 21 septembre 2008     | CSS                   |
| (378794)       | 2008 SL99              | 21 septembre 2008     | Spacewatch            |
| (378795)       | 2008 SU99              | 21 septembre 2008     | Spacewatch            |
| (378796)       | 2008 SE103             | 21 septembre 2008     | Mt. Lemmon Survey     |
| (378797)       | 2008 SQ110             | 22 septembre 2008     | Spacewatch            |
| (378798)       | 2008 SG114             | 22 septembre 2008     | Spacewatch            |
| (378799)       | 2008 SS121             | 22 septembre 2008     | Mt. Lemmon Survey     |
| (378800)       | 2008 SF134             | 23 septembre 2008     | Spacewatch            |

### 378801-378900
| Nom      | Désignation provisoire | Date de la découverte | Découvreur                        |
| -------- | ---------------------- | --------------------- | --------------------------------- |
| (378801) | 2008 SZ137             | 23 septembre 2008     | Spacewatch                        |
| (378802) | 2008 ST164             | 28 septembre 2008     | LINEAR                            |
| (378803) | 2008 SW172             | 22 septembre 2008     | CSS                               |
| (378804) | 2008 SJ173             | 22 septembre 2008     | CSS                               |
| (378805) | 2008 SD187             | 25 septembre 2008     | Spacewatch                        |
| (378806) | 2008 ST188             | 25 septembre 2008     | Spacewatch                        |
| (378807) | 2008 SH189             | 25 septembre 2008     | Mt. Lemmon Survey                 |
| (378808) | 2008 SJ196             | 25 septembre 2008     | Spacewatch                        |
| (378809) | 2008 SX206             | 26 septembre 2008     | Spacewatch                        |
| (378810) | 2008 SG209             | 28 septembre 2008     | Astronomical Research Observatory |
| (378811) | 2008 SB210             | 3 septembre 2008      | Spacewatch                        |
| (378812) | 2008 SL212             | 9 mars 2007           | Spacewatch                        |
| (378813) | 2008 SC215             | 29 septembre 2008     | Mt. Lemmon Survey                 |
| (378814) | 2008 SY217             | 30 septembre 2008     | Mt. Lemmon Survey                 |
| (378815) | 2008 SO225             | 26 septembre 2008     | Spacewatch                        |
| (378816) | 2008 SC233             | 28 septembre 2008     | Mt. Lemmon Survey                 |
| (378817) | 2008 SW250             | 24 septembre 2008     | Spacewatch                        |
| (378818) | 2008 SO254             | 22 septembre 2008     | CSS                               |
| (378819) | 2008 SE259             | 23 septembre 2008     | Spacewatch                        |
| (378820) | 2008 SF259             | 23 septembre 2008     | CSS                               |
| (378821) | 2008 SY259             | 23 septembre 2008     | Spacewatch                        |
| (378822) | 2008 ST260             | 23 septembre 2008     | Mt. Lemmon Survey                 |
| (378823) | 2008 SB261             | 23 septembre 2008     | Spacewatch                        |
| (378824) | 2008 SK264             | 25 septembre 2008     | Spacewatch                        |
| (378825) | 2008 SN270             | 24 septembre 2008     | Mt. Lemmon Survey                 |
| (378826) | 2008 SH271             | 29 septembre 2008     | Spacewatch                        |
| (378827) | 2008 ST272             | 24 septembre 2008     | Mt. Lemmon Survey                 |
| (378828) | 2008 SD273             | 29 septembre 2008     | Mt. Lemmon Survey                 |
| (378829) | 2008 SV276             | 24 septembre 2008     | Spacewatch                        |
| (378830) | 2008 SM278             | 18 avril 2007         | Mt. Lemmon Survey                 |
| (378831) | 2008 SA279             | 28 septembre 2008     | Mt. Lemmon Survey                 |
| (378832) | 2008 SV280             | 29 septembre 2008     | Mt. Lemmon Survey                 |
| (378833) | 2008 SW281             | 24 septembre 2008     | CSS                               |
| (378834) | 2008 SK282             | 29 septembre 2008     | Mt. Lemmon Survey                 |
| (378835) | 2008 SH283             | 22 septembre 2008     | Mt. Lemmon Survey                 |
| (378836) | 2008 SK283             | 22 septembre 2008     | Mt. Lemmon Survey                 |
| (378837) | 2008 SF288             | 23 septembre 2008     | Mt. Lemmon Survey                 |
| (378838) | 2008 SR290             | 23 septembre 2008     | Mt. Lemmon Survey                 |
| (378839) | 2008 SG291             | 21 septembre 2008     | CSS                               |
| (378840) | 2008 SS307             | 29 septembre 2008     | Mt. Lemmon Survey                 |
| (378841) | 2008 SU307             | 29 septembre 2008     | CSS                               |
| (378842) | 2008 TD4               | 7 octobre 2008        | CSS                               |
| (378843) | 2008 TX6               | 24 août 2008          | Spacewatch                        |
| (378844) | 2008 TX15              | 1er octobre 2008      | Mt. Lemmon Survey                 |
| (378845) | 2008 TE17              | 1er octobre 2008      | Mt. Lemmon Survey                 |
| (378846) | 2008 TF18              | 1er octobre 2008      | Mt. Lemmon Survey                 |
| (378847) | 2008 TS18              | 1er octobre 2008      | Mt. Lemmon Survey                 |
| (378848) | 2008 TR19              | 1er octobre 2008      | Mt. Lemmon Survey                 |
| (378849) | 2008 TW23              | 2 octobre 2008        | Mt. Lemmon Survey                 |
| (378850) | 2008 TK29              | 1er octobre 2008      | CSS                               |
| (378851) | 2008 TG30              | 24 septembre 2008     | Spacewatch                        |
| (378852) | 2008 TJ30              | 1er octobre 2008      | Spacewatch                        |
| (378853) | 2008 TC31              | 1er octobre 2008      | Spacewatch                        |
| (378854) | 2008 TK51              | 2 octobre 2008        | Spacewatch                        |
| (378855) | 2008 TP53              | 26 mars 2006          | Mt. Lemmon Survey                 |
| (378856) | 2008 TC61              | 2 octobre 2008        | CSS                               |
| (378857) | 2008 TE64              | 2 octobre 2008        | Spacewatch                        |
| (378858) | 2008 TT74              | 2 octobre 2008        | Spacewatch                        |
| (378859) | 2008 TE77              | 2 octobre 2008        | Mt. Lemmon Survey                 |
| (378860) | 2008 TD83              | 3 octobre 2008        | Spacewatch                        |
| (378861) | 2008 TN83              | 3 octobre 2008        | Spacewatch                        |
| (378862) | 2008 TZ85              | 3 octobre 2008        | Mt. Lemmon Survey                 |
| (378863) | 2008 TX88              | 24 septembre 2008     | Spacewatch                        |
| (378864) | 2008 TS96              | 6 octobre 2008        | Spacewatch                        |
| (378865) | 2008 TR98              | 6 octobre 2008        | Spacewatch                        |
| (378866) | 2008 TH99              | 6 octobre 2008        | Spacewatch                        |
| (378867) | 2008 TU101             | 6 octobre 2008        | Spacewatch                        |
| (378868) | 2008 TE103             | 6 octobre 2008        | Spacewatch                        |
| (378869) | 2008 TB106             | 6 octobre 2008        | Mt. Lemmon Survey                 |
| (378870) | 2008 TB113             | 6 octobre 2008        | Spacewatch                        |
| (378871) | 2008 TX119             | 7 octobre 2008        | Spacewatch                        |
| (378872) | 2008 TB120             | 7 octobre 2008        | Spacewatch                        |
| (378873) | 2008 TY124             | 8 octobre 2008        | Mt. Lemmon Survey                 |
| (378874) | 2008 TQ125             | 23 septembre 2008     | Spacewatch                        |
| (378875) | 2008 TB127             | 8 octobre 2008        | Mt. Lemmon Survey                 |
| (378876) | 2008 TJ132             | 8 octobre 2008        | Mt. Lemmon Survey                 |
| (378877) | 2008 TZ134             | 8 octobre 2008        | Spacewatch                        |
| (378878) | 2008 TN137             | 8 octobre 2008        | Spacewatch                        |
| (378879) | 2008 TF147             | 9 octobre 2008        | Mt. Lemmon Survey                 |
| (378880) | 2008 TD149             | 9 octobre 2008        | Mt. Lemmon Survey                 |
| (378881) | 2008 TW149             | 9 octobre 2008        | Mt. Lemmon Survey                 |
| (378882) | 2008 TB167             | 8 octobre 2008        | Spacewatch                        |
| (378883) | 2008 TN169             | 7 octobre 2008        | Spacewatch                        |
| (378884) | 2008 TJ174             | 2 octobre 2008        | Mt. Lemmon Survey                 |
| (378885) | 2008 TK175             | 8 octobre 2008        | Mt. Lemmon Survey                 |
| (378886) | 2008 TW176             | 9 octobre 2008        | Mt. Lemmon Survey                 |
| (378887) | 2008 TQ183             | 2 octobre 2008        | Spacewatch                        |
| (378888) | 2008 TY184             | 6 octobre 2008        | Mt. Lemmon Survey                 |
| (378889) | 2008 TQ188             | 10 octobre 2008       | Spacewatch                        |
| (378890) | 2008 UK7               | 10 octobre 2008       | CSS                               |
| (378891) | 2008 UV10              | 24 septembre 2008     | Spacewatch                        |
| (378892) | 2008 UG13              | 17 octobre 2008       | Spacewatch                        |
| (378893) | 2008 UH26              | 20 octobre 2008       | Mt. Lemmon Survey                 |
| (378894) | 2008 UC29              | 20 octobre 2008       | Spacewatch                        |
| (378895) | 2008 UF32              | 20 octobre 2008       | Spacewatch                        |
| (378896) | 2008 UK32              | 20 octobre 2008       | Spacewatch                        |
| (378897) | 2008 UZ36              | 20 octobre 2008       | Spacewatch                        |
| (378898) | 2008 UM38              | 20 octobre 2008       | Spacewatch                        |
| (378899) | 2008 UB39              | 20 octobre 2008       | Spacewatch                        |
| (378900) | 2008 UR42              | 20 octobre 2008       | Spacewatch                        |

### 378901-379000
| Nom                  | Désignation provisoire | Date de la découverte | Découvreur        |
| -------------------- | ---------------------- | --------------------- | ----------------- |
| (378901)             | 2008 UX45              | 20 octobre 2008       | Mt. Lemmon Survey |
| (378902)             | 2008 UZ45              | 20 octobre 2008       | Spacewatch        |
| (378903)             | 2008 UX48              | 20 octobre 2008       | Spacewatch        |
| (378904)             | 2008 UL51              | 20 octobre 2008       | Spacewatch        |
| (378905)             | 2008 UF54              | 20 octobre 2008       | Spacewatch        |
| (378906)             | 2008 UV57              | 21 octobre 2008       | Spacewatch        |
| (378907)             | 2008 UK60              | 21 octobre 2008       | Spacewatch        |
| (378908)             | 2008 UP60              | 21 octobre 2008       | Spacewatch        |
| (378909)             | 2008 UD63              | 21 octobre 2008       | Spacewatch        |
| (378910)             | 2008 UM63              | 21 octobre 2008       | Spacewatch        |
| (378911)             | 2008 UX66              | 21 octobre 2008       | Spacewatch        |
| (378912)             | 2008 UM71              | 21 octobre 2008       | Mt. Lemmon Survey |
| (378913)             | 2008 UX75              | 21 octobre 2008       | Spacewatch        |
| (378914)             | 2008 UN76              | 21 octobre 2008       | Spacewatch        |
| (378915)             | 2008 UD80              | 22 octobre 2008       | Spacewatch        |
| (378916)             | 2008 UV84              | 23 octobre 2008       | Spacewatch        |
| (378917) Stefankarge | 2008 UP91              | 28 octobre 2008       | Schwab, E.        |
| (378918)             | 2008 UQ91              | 28 octobre 2008       | Young, J. W.      |
| (378919)             | 2008 UH93              | 24 octobre 2008       | LINEAR            |
| (378920) Vassimre    | 2008 UP95              | 24 octobre 2008       | Piszkesteto       |
| (378921)             | 2008 UU97              | 26 octobre 2008       | LINEAR            |
| (378922)             | 2008 UD106             | 21 octobre 2008       | Spacewatch        |
| (378923)             | 2008 UA109             | 21 octobre 2008       | Mt. Lemmon Survey |
| (378924)             | 2008 UW109             | 22 octobre 2008       | Spacewatch        |
| (378925)             | 2008 UT111             | 22 octobre 2008       | Spacewatch        |
| (378926)             | 2008 UG112             | 22 octobre 2008       | Spacewatch        |
| (378927)             | 2008 UQ116             | 22 octobre 2008       | Spacewatch        |
| (378928)             | 2008 UA119             | 22 octobre 2008       | Spacewatch        |
| (378929)             | 2008 UM120             | 22 octobre 2008       | Spacewatch        |
| (378930)             | 2008 UZ121             | 22 octobre 2008       | Spacewatch        |
| (378931)             | 2008 UR125             | 22 octobre 2008       | Spacewatch        |
| (378932)             | 2008 UK126             | 22 octobre 2008       | Spacewatch        |
| (378933)             | 2008 UC127             | 22 octobre 2008       | Spacewatch        |
| (378934)             | 2008 UH132             | 23 octobre 2008       | Spacewatch        |
| (378935)             | 2008 UB133             | 23 octobre 2008       | Spacewatch        |
| (378936)             | 2008 UT135             | 23 octobre 2008       | Spacewatch        |
| (378937)             | 2008 UM138             | 23 octobre 2008       | Spacewatch        |
| (378938)             | 2008 UT138             | 23 octobre 2008       | Spacewatch        |
| (378939)             | 2008 UZ139             | 23 octobre 2008       | Spacewatch        |
| (378940)             | 2008 UP141             | 23 octobre 2008       | Spacewatch        |
| (378941)             | 2008 UZ142             | 23 octobre 2008       | Spacewatch        |
| (378942)             | 2008 UN144             | 23 octobre 2008       | Spacewatch        |
| (378943)             | 2008 UC147             | 23 octobre 2008       | Spacewatch        |
| (378944)             | 2008 UM148             | 23 octobre 2008       | Spacewatch        |
| (378945)             | 2008 UO157             | 23 octobre 2008       | Mt. Lemmon Survey |
| (378946)             | 2008 UQ159             | 23 octobre 2008       | Spacewatch        |
| (378947)             | 2008 UZ166             | 24 octobre 2008       | Spacewatch        |
| (378948)             | 2008 UP176             | 24 octobre 2008       | Mt. Lemmon Survey |
| (378949)             | 2008 UM177             | 24 octobre 2008       | Mt. Lemmon Survey |
| (378950)             | 2008 UM178             | 26 septembre 2008     | Spacewatch        |
| (378951)             | 2008 UU184             | 24 octobre 2008       | Spacewatch        |
| (378952)             | 2008 UH185             | 24 octobre 2008       | Spacewatch        |
| (378953)             | 2008 UQ185             | 24 octobre 2008       | Spacewatch        |
| (378954)             | 2008 UK187             | 24 octobre 2008       | Spacewatch        |
| (378955)             | 2008 UH188             | 24 octobre 2008       | Spacewatch        |
| (378956)             | 2008 UC189             | 25 octobre 2008       | Mt. Lemmon Survey |
| (378957)             | 2008 UN189             | 25 octobre 2008       | Mt. Lemmon Survey |
| (378958)             | 2008 UP189             | 25 octobre 2008       | Mt. Lemmon Survey |
| (378959)             | 2008 UY190             | 25 octobre 2008       | Mt. Lemmon Survey |
| (378960)             | 2008 UL196             | 27 octobre 2008       | Spacewatch        |
| (378961)             | 2008 UH204             | 25 août 1998          | ODAS              |
| (378962)             | 2008 UK207             | 23 octobre 2008       | Spacewatch        |
| (378963)             | 2008 UC210             | 23 octobre 2008       | Spacewatch        |
| (378964)             | 2008 UF217             | 25 octobre 2008       | Mt. Lemmon Survey |
| (378965)             | 2008 UO217             | 28 septembre 2008     | Mt. Lemmon Survey |
| (378966)             | 2008 UU218             | 25 octobre 2008       | Spacewatch        |
| (378967)             | 2008 UR221             | 25 octobre 2008       | Spacewatch        |
| (378968)             | 2008 UC226             | 25 octobre 2008       | CSS               |
| (378969)             | 2008 UV229             | 25 octobre 2008       | Spacewatch        |
| (378970)             | 2008 UN237             | 26 octobre 2008       | Spacewatch        |
| (378971)             | 2008 UT239             | 26 octobre 2008       | Spacewatch        |
| (378972)             | 2008 UN240             | 26 octobre 2008       | Spacewatch        |
| (378973)             | 2008 UQ240             | 26 octobre 2008       | Spacewatch        |
| (378974)             | 2008 UD242             | 26 octobre 2008       | Spacewatch        |
| (378975)             | 2008 UT242             | 26 octobre 2008       | Spacewatch        |
| (378976)             | 2008 UH244             | 26 octobre 2008       | Mt. Lemmon Survey |
| (378977)             | 2008 UG247             | 26 octobre 2008       | Spacewatch        |
| (378978)             | 2008 UV258             | 27 octobre 2008       | Spacewatch        |
| (378979)             | 2008 UJ259             | 27 octobre 2008       | Spacewatch        |
| (378980)             | 2008 UH263             | 27 octobre 2008       | Spacewatch        |
| (378981)             | 2008 UJ263             | 27 octobre 2008       | Spacewatch        |
| (378982)             | 2008 US267             | 28 octobre 2008       | Spacewatch        |
| (378983)             | 2008 UB270             | 28 octobre 2008       | Spacewatch        |
| (378984)             | 2008 UC272             | 28 octobre 2008       | Spacewatch        |
| (378985)             | 2008 UF279             | 28 octobre 2008       | Mt. Lemmon Survey |
| (378986)             | 2008 US282             | 28 octobre 2008       | Mt. Lemmon Survey |
| (378987)             | 2008 UO288             | 28 octobre 2008       | Mt. Lemmon Survey |
| (378988)             | 2008 UG289             | 28 octobre 2008       | Spacewatch        |
| (378989)             | 2008 UW289             | 28 octobre 2008       | Spacewatch        |
| (378990)             | 2008 UC290             | 28 octobre 2008       | Spacewatch        |
| (378991)             | 2008 UV291             | 6 octobre 2008        | Spacewatch        |
| (378992)             | 2008 UF295             | 29 octobre 2008       | Spacewatch        |
| (378993)             | 2008 US300             | 29 octobre 2008       | Spacewatch        |
| (378994)             | 2008 UK308             | 30 octobre 2008       | Spacewatch        |
| (378995)             | 2008 UG309             | 30 octobre 2008       | CSS               |
| (378996)             | 2008 UD314             | 30 octobre 2008       | Spacewatch        |
| (378997)             | 2008 UK316             | 30 octobre 2008       | Spacewatch        |
| (378998)             | 2008 UZ316             | 30 octobre 2008       | Spacewatch        |
| (378999)             | 2008 UY324             | 31 octobre 2008       | Spacewatch        |
| (379000)             | 2008 UN330             | 23 octobre 2008       | Spacewatch        |

## Sources
- (en) Base de données du Centre des planètes mineures